# Primrose Day

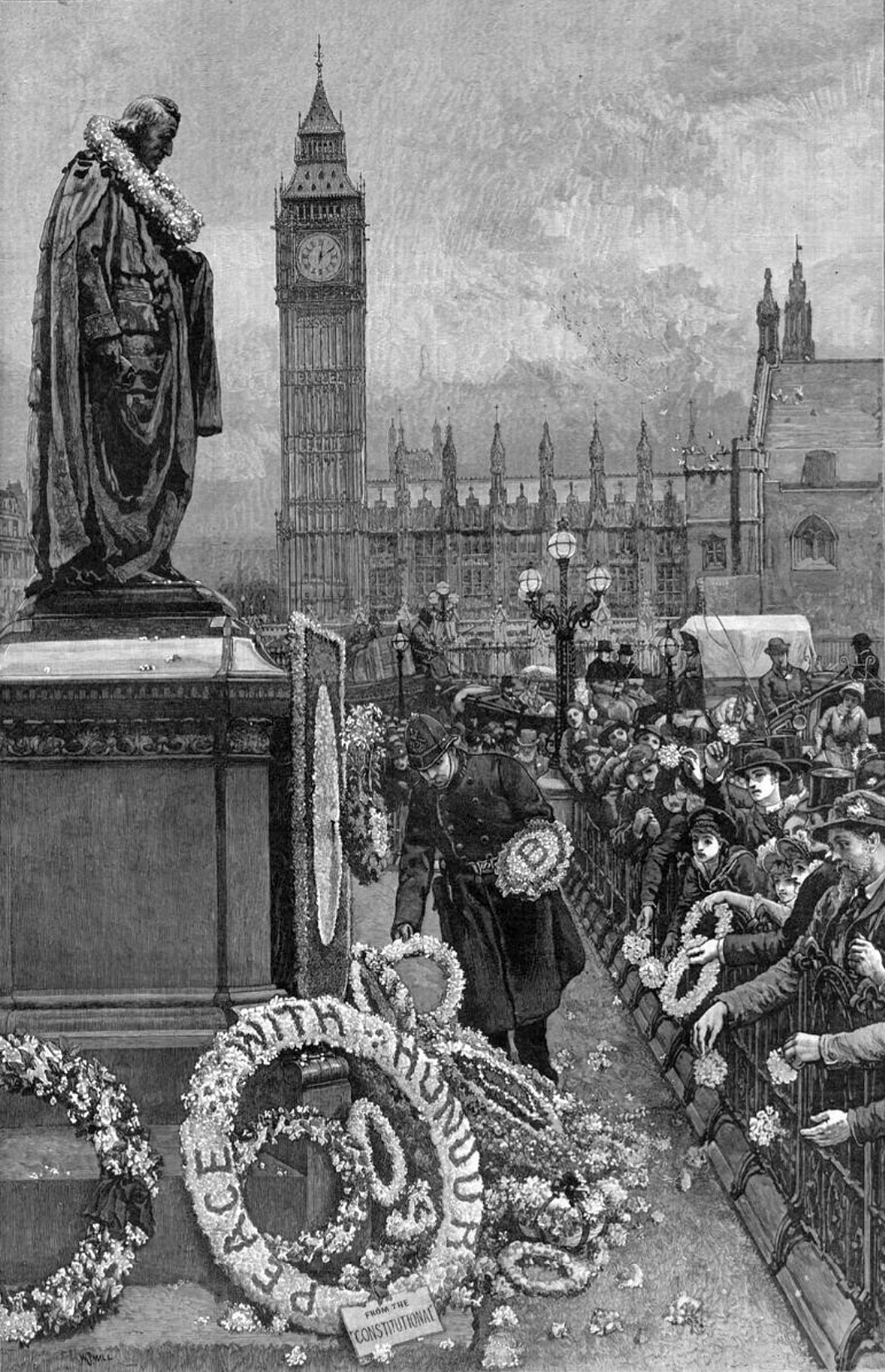
W. Saull: Primrose Day (Holzschnitt von 1886)

Der Primrose Day (Primel-Tag) wurde bis zum Ersten Weltkrieg jährlich zum Andenken an den Todestag von Benjamin Disraeli, dem Romanschriftsteller und zweifachen Premierminister, am 19. April 1881 begangen. An diesem Tag wurden sein Grab auf Hughenden Manor in der Grafschaft Buckinghamshire und seine 1883 errichtete Statue im Parliament Square in London mit Primeln geschmückt. Die Primel war nämlich Disraelis Lieblingsblume, weshalb ihm Königin Victoria oft Primelnbündel von Schloss Windsor und ihrem Landsitz Osborne House sandte. Auch zu seinem Begräbnis 1881 ließ sie einen aus Primeln geknüpften Kranz anfertigen.
Bereits anlässlich des ersten Todestages von Disraeli 1882 galt unter seinen Anhänger das Tragen einer Primel als Kundgabe der Zuneigung und Trauer. Im darauf folgenden Jahr kam die Niederlegung von Gebinden und Kränzen unter der neu errichteten Statue und anderen Disraeli-Denkmälern als Kultgeste hinzu. Ende 1883 wurde die Primrose League gegründet, die von nun an am Primrose Day eigene Festakte organisierte und die Denkmalsdekoration übernahm. Erst ab 1917 fand sich unter der Statue von Disraeli nur mehr ein einfacher Kranz.
Der Primrose Day wurde auch zu einem Sujet in der Malerei wie Gemälde von Frank Bramley, Ralph Todd und Fred Hall zeigen. Dazu wurden meist junge trauernde Mädchen mit Primeln unter einem Bild von Disraeli sitzend dargestellt.